# Forum Sumiswald
Das Forum Sumiswald ist eine multifunktionelle und polysportive Anlage in der Gemeinde Sumiswald.

## Geschichte
Ursprünglich wurde das Forum Sumiswald in den 1990er konzipiert. Das Hallenbad besteht seit 1973 und war der Grundstein für die Erweiterung des Forum Sumiswald, welches in den 1990er aufgegleist wurde und 1998 eröffnet wurde. 2002 stand der Verein, welcher das Forum betrieb vor dem Konkurs. Grund dafür ist nicht die Auslastung das Sportzentrums, sondern Schuldzinsen, die für das Fremdkapital von rund neun Millionen Franken aufgebracht werden mussten. Die Finanzen mussten folglich saniert werden. Die UBS und die ehemalige Sparkasse Sumiswald verzichteten insgesamt auf fast sieben Millionen Franken.
Seit 2004 wird der Betrieb über eine Aktiengesellschaft bewerkstelligt.
Im Herbst 2022 wurde bekannt, dass das Hallenbad im Sport- und Freizeitzentrum Forum Sumiswald spätestens per Ende 2022 geschlossen wird. Mitverantwortlich dafür sind die hohen Stromkosten, die dem Bad im Jahr 2023 drohen. Das Zentrum kämpft schon länger mit finanziellen Schwierigkeiten. 2020 schoss die Gemeinde 850'000 Franken in Form eines zinslosen Darlehens ein, um das Zentrum vor dem Konkurs zu retten. Die Reparaturen an der Infrastruktur häufen sich und für das Jahr 2023 rechnet der Verwaltungsrat mit rund 1,5 Millionen Franken für Stromkosten statt bisher rund 280'000 Franken. Ob das Bad je wieder die Türen öffnet, sei noch offen.

## Anlagen
- Sporthalle 3-fach
- Beachvolleyball (2 Felder)
- Unterkunft/Hotel
- Restaurant
- Seminarräume
- Hallenbad
- Wellness
- Kletterwand
- Sportkegelbahn (4 Bahnen)
- Fitness
- Gymnastikraum
- Platzgen
- Bogenschiessen

## Nutzung
Das Forum Sumiswald ist eine multifunktionelle Anlage für Sport, Seminare und Events. Nebst Trainingslagern von Vereinen und Sportverbänden in den verschiedensten Sportarten, werden auch J+S-Kurse und Ausbildungskurse esa von Ämtern und Verbänden durchgeführt. Events werden mit eigenen Angeboten oder in Kombination mit nahegelegenen Vereinen Schwingklub Sumiswald, Hornussergesellschaft Sumiswald oder Hornussergesellschaft Wasen-Lugenbach angeboten.
Die Nutzung des Forums wird in Folge dessen Grösse und der verschiedenen Anlagen von unterschiedlichen Vereinen genutzt. Lokale Vereine führen ihre Trainings oder Wettkämpfe im Forum durch. Beispielsweise die Unihockeyvereine UHC Grünenmatt-Sumiswald und EHV Skorpions, Badmintonclub Sumiswald, Sportkegelklub Sumiswald und weitere.